# 伊克湖
56°05′N 71°35′E / 56.083°N 71.583°E
伊克湖（俄语：Ик），是俄羅斯的湖泊，位於該國西南部，由鄂木斯克州負責管轄，處於西西伯利亞平原南部，長12公里、寬8公里，面積71.4平方公里，海拔高度101米，最大水深4.75米。